# Idkoe-meer
Het Idkoe-meer (Arabisch: بحيرة إدكو) is een zoetwatermeer in de Nijldelta van Egypte. Het meer heeft een oppervlakte van 150 vierkante kilometer en is verbonden met de Middellandse Zee. Het meer is gelegen in het gouvernement Al Buhayrah en ligt ten westen van de stad Edkoe en ten oosten van Alexandrië.
Het water uit het meer wordt afgevoerd door het Al-Maʿaddiyyah-kanaal, dat in verbinding staat met de Middellandse Zee. Dit kanaal staat bekend als de oude Canopische tak van de Nijl.